# Karlsruher Nuklidkarte
Die Karlsruher Nuklidkarte ist eine weitverbreitete Nuklidkarte in gedruckter Form.

## Eigenschaften
Es handelt sich um eine zweidimensionale graphische Darstellung in der Segrè-Anordnung mit der Neutronenzahl N auf der Abszisse und der Protonenzahl Z auf der Ordinate. Jedes Nuklid wird am Schnittpunkt seiner jeweiligen Neutronen- und Protonenzahl durch ein kleines quadratisches Feld mit eingetragenem Elementsymbol und Nukleonenzahl A repräsentiert, durch spaltenartige Unterteilung eines solchen Feldes können neben dem Grundzustand auch Kernisomere dargestellt werden. Die – erforderlichenfalls segmentierte – Farbgebung eines Feldes zeigt zusätzlich zu den vorhandenen Texteinträgen die beobachteten radioaktiven Zerfallsarten des Nuklids und eine grobe Einstufung ihrer relativen Anteile an: stabile, nicht radioaktive Nuklide komplett schwarz, primordiale Radionuklide partiell schwarz, Protonenemission orange, Alphazerfall gelb, Beta-Plus-Zerfall/Elektroneneinfang rot, Isomerieübergang (Gammazerfall, Innere Konversion) weiß, Beta-Minus-Zerfall blau, Spontanspaltung grün, Clusteremission violett, Neutronenemission hellblau. Die Nuklidfelder enthalten bei jedem Radionuklid – soweit bekannt – Angaben zu seiner Halbwertszeit und wesentlichen Energien der emittierten Strahlung, bei den stabilen Nukliden und den primordialen Radionukliden Angaben zum Anteil im natürlichen Isotopengemisch des zugehörigen chemischen Elementes. Des Weiteren finden sich bei vielen Nukliden Wirkungsquerschnitte für Kernreaktionen mit thermischen Neutronen, in der Regel für die (n, γ)-Reaktion (Neutroneneinfangquerschnitte), teilweise auch Spaltquerschnitte für die induzierte Kernspaltung und Wirkungsquerschnitte für die (n, α)-Reaktion bzw. (n, p)-Reaktion. Für die chemischen Elemente werden über deren Isotopenzusammensetzung gemittelte Wirkungsquerschnitte und relative Atommassen angegeben (Letztere teilweise als Intervall, um die Variabilität der Zusammensetzung des natürlichen Isotopengemischs des Elementes widerzuspiegeln). Für die Kernspaltung von 235U bzw. 239Pu mit thermischen Neutronen werden prozentuale Isobarenausbeuten der Spaltfragmente aufgeführt.

## Historie, Auflagen
Die erste gedruckte Ausgabe der Karlsruher Nuklidkarte von 1958 in Form einer Wandkarte wurde von Walter Seelmann-Eggebert und seiner Mitarbeiterin Gerda Pfennig erarbeitet. Walter Seelmann-Eggebert war Direktor des Instituts für Radiochemie der 1956 gegründeten Kernreaktor Bau- und Betriebsgesellschaft mbH in Karlsruhe, einer Vorläuferinstitution des späteren (Kern-)Forschungszentrums Karlsruhe, und Lehrstuhlinhaber für Radiochemie an der Technischen Hochschule Karlsruhe. Im Institut wurden „radiochemische Isotopenkurse“ angeboten, und im Rahmen dieser Lehrtätigkeit entstand die Karlsruher Nuklidkarte, welche die wesentlichen Eigenschaften der damals bekannten Nuklide in übersichtlicher Form darstellen sollte.
In den folgenden Jahrzehnten wurde die Karlsruher Nuklidkarte mehrfach aufgelegt und überarbeitet. Neben weiteren Mitautoren waren hierbei Seelmann-Eggebert († 1988) bis zur 5. Auflage 1981 und Pfennig († 2017) bis zur 9. Auflage 2015 beteiligt. 2006 ging das Management der Karlsruher Nuklidkarte vom Forschungszentrum Karlsruhe auf das Institut für Transurane (ITU) der Gemeinsamen Forschungsstelle (Joint Research Centre – JRC) der Europäischen Kommission über, 2012 dann auf die Nucleonica GmbH, ein Spin-off des JRC-ITU.
Die folgende Übersichtstabelle zu den einzelnen Auflagen der Karlsruher Nuklidkarte bringt auch den wissenschaftlichen Fortschritt auf dem Gebiet der Entdeckung/Erforschung der Nuklide und neuer chemischer Elemente zum Ausdruck.
| Auflage | Jahr               | Anzahl verzeichneter chemischer Elemente | Anzahl verzeichneter Nuklide | Anzahl verzeichneter Nuklide | Anzahl verzeichneter Nuklide |
| Auflage | Jahr               | Anzahl verzeichneter chemischer Elemente | gesamt                       | Grundzustände                | Kernisomere                  |
| ------- | ------------------ | ---------------------------------------- | ---------------------------- | ---------------------------- | ---------------------------- |
| 1.      | 1958               | 102                                      | 1517                         | ca. 1300                     | ca. 220                      |
| 2.      | 1961               | 103                                      | 1587                         | ?                            | ?                            |
| 3.      | 1968               | 105                                      | 1837                         | ?                            | ?                            |
| 4.      | 1974               | 105?                                     | 2137                         | ?                            | ?                            |
| 5.      | 1981               | 107                                      | 2224                         | ?                            | ?                            |
| 6.      | 1995 1998 (Rev. 1) | 111 112                                  | 2684 3365?                   | ? 2672?                      | ? 693?                       |
| 7.      | 2006               | 117                                      | 3658?                        | 2965?                        | 693?                         |
| 8.      | 2012               | 118                                      | 3846?                        | ca. 3130?                    | ca. 720?                     |
| 9.      | 2015               | 118                                      | 3992?                        | 3248?                        | 744?                         |
| 10.     | 2018               | 118                                      | 4040                         | 3285?                        | 754?                         |
| 11.     | 2022               | 118                                      | 4122                         | 3354?                        | 767?                         |

? = Quellenangaben inkonsistent bzw. explizite/implizite Zahlenangaben fehlend bzw. Inklusion von Kernisomeren bei Zahlenangaben unklar.

## Versionen
Die Karlsruher Nuklidkarte wird vor allem als Faltkarte (Format DIN A4), Wandkarte (Format 0,96 m × 1,40 m) oder Auditoriumskarte (Format 0,43 m × 3,16 m) vertrieben.
Seit 2014 wird über das nuklearwissenschaftliche Webportal Nucleonica eine kostenpflichtige internetbasierte Version „Karlsruhe Nuclide Chart Online (KNCO)“ angeboten, zu der es mittlerweile in Form der „KNC light“ auch eine kostenfreie, leicht reduzierte Variante (ohne die Textinformationen in den Nuklidfeldern zu Strahlungsarten und -energien sowie Neutronenwirkungsquerschnitten) gibt.
Die möglicherweise größte Version der Karlsruher Nuklidkarte (Format 13 m × 19 m, diagonale Länge 23 m) befindet sich im Reactor Institute Delft der Technischen Universität Delft in den Niederlanden.